# Strømsåstunnel
Der Strømsåstunnel ist ein einröhriger Straßentunnel zwischen Mjøndalen und Drammen in der Provinz Buskerud. Er liegt komplett in der Kommune Drammen. Der Tunnel im Verlauf des E 134 ist 3496 m lang.
Wie bei vielen norwegischen Straßentunneln gibt es bei bestimmten Witterungsbedingungen Schwierigkeiten mit beschlagenen Fahrzeugscheiben (Taupunkt).